# Give Them Rope
Give Them Rope is het debuutalbum van de Amerikaanse metalcoreband Coalesce. Het werd oorspronkelijk uitgegeven in 1997 door Edison Records, en later heruitgegeven in 2004 onder de titel Give Them Rope, She Said. In 2011 werd het nog een keer heruitgegeven, ditmaal door door Relapse Records en weer onder de oorspronkelijke titel.

## Nummers
1. "Have Patience" - 3:11
2. "One on the Ground" - 3:42
3. "Cut to Length" - 3:07
4. "For All You Are" - 3:30
5. "Still It Sells" - 4:12
6. "Chain Smoking" - 3:41
7. "Did It Pay the Rent?" - 4:54
8. "Every Reason To" - 3:36
9. "I Am Not the First" - 0:58
10. "This Is the Last" - 4:04
11. "I Took a Year" - 4:01